# 532년

## 연호
- 남량(南梁) 중대통(中大通) 4년
- 북위(北魏) 보태(普泰) 2년 / 중흥(中興) 2년 /  태창(太昌) 원년 / 영흥(永興) 원년 / 영희(永熙) 원년

## 기년
- 남량(南梁) 무제(武帝) 31년
- 북위(北魏) 절민제(節閔帝) 2년 / 폐제(廢帝) 2년 / 효무제(孝武帝) 원년
- 신라(新羅) 법흥왕(法興王) 19년
- 고구려(高句麗) 안원왕(安原王) 2년
- 백제(百濟) 성왕(聖王) 10년

## 사건
- 신라, 금관가야를 병합하다.
- 동로마 제국의 수도 콘스탄티노폴리스에서 황제 유스티니아누스 1세에 대항하여 니카의 반란이 일어났으나 곧 진압되다.